# Tito Ânio Lusco Rufo
Tito Ânio Lusco Rufo (em latim: Titus Annius Luscus Rufus) foi um político da gente Ânia da República Romana eleito cônsul em 128 a.C. com Cneu Otávio. Era filho de Tito Ânio Lusco, cônsul em 153 a.C.. Foi o primeiro de sua gente a utilizar o agnome "Rufo".

## Carreira

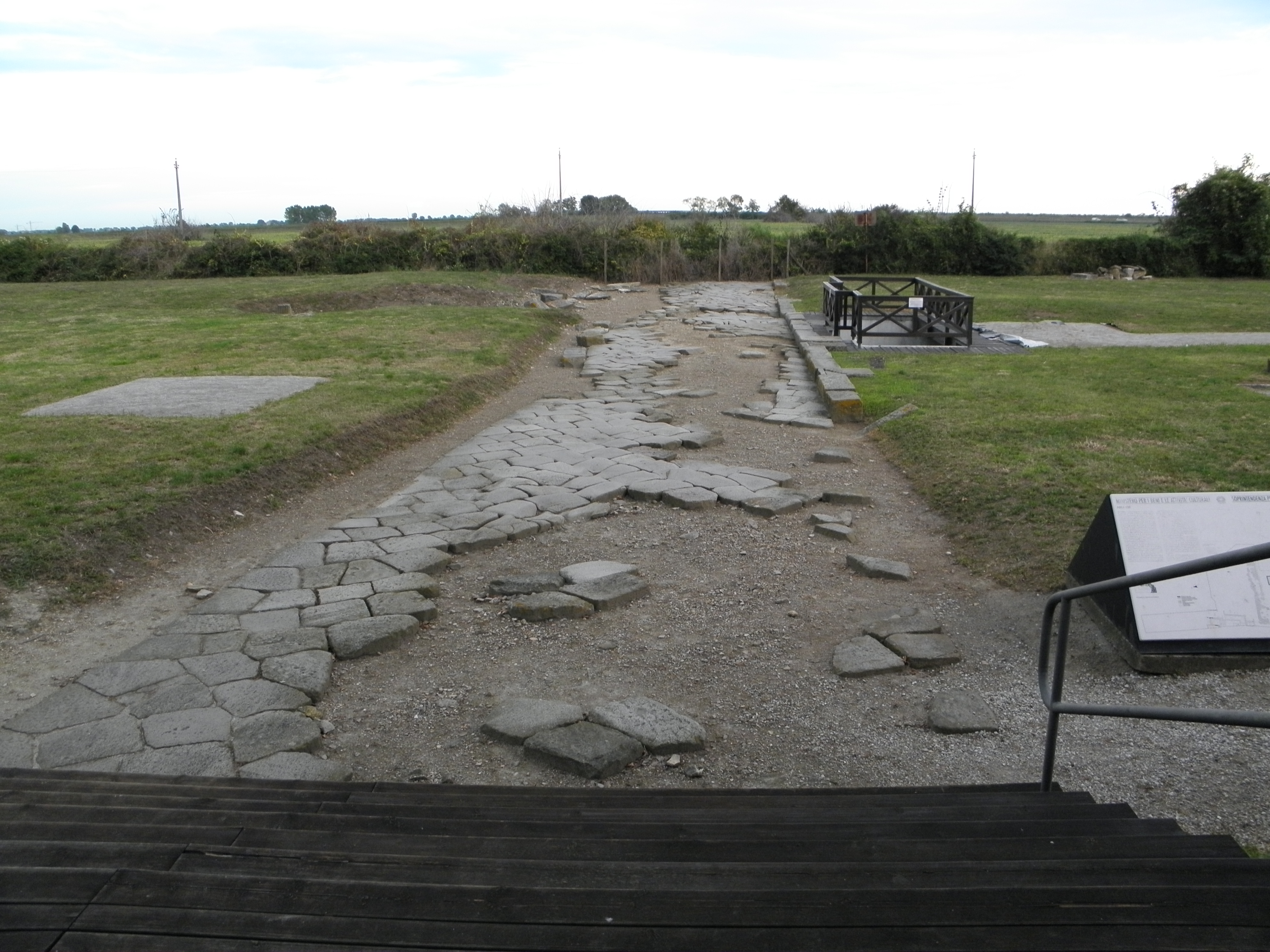
Trecho da Via Ânia, construída por Rufo (ou por seu pai).

Rufo foi pretor em 131 a.C. e, durante seu mandato, iniciou as obras da Via Ânia, que liga Adria a Aquileia.
Foi eleito cônsul em 128 a.C. com Cneu Otávio, mas nada mais se sabe além disto, um evento registrado nos Fastos Consulares.